# Кошкарёво
Кошкарёво — деревня в Азовском немецком национальном районе Омской области, в составе Звонарёвокутского сельского поселения.
Основана в 1890 году.
Население — 350 чел. (2021)

## Физико-географическая характеристика
Деревня находится в лесостепной зоне Омской области, в пределах Ишимской равнины, являющейся частью Западно-Сибирской равнины), на высоте около 95 метров. Рельеф местности равнинный. Гидрографическая сеть не развита: реки и крупные озёра в окрестностях населённого пункта отсутствуют. В окрестностях распространены чернозёмы обыкновенные.
По автомобильным дорогам расстояние до административного центра сельского поселения села Звонарёв Кут — 7,8 км, до районного центра села Азово — 27 км, до областного центра города Омск — 38 км.
Часовой пояс
Кошкарёво, как и вся Омская область, находится в часовой зоне МСК+3. Смещение применяемого времени относительно UTC составляет +6:00.

## История
Основана немецкими переселенцами из Поволжья в 1890 году. До 1917 года — лютеранский хутор в составе Александровской, позже Новинской волости Омского уезда Акмолинской области. Хутор относился к лютеранскому приходу Александровка.
С 1935 года — в составе Азовского, с 1963 года — Таврического, с 1992 года — Азовского немецкого национального района Омской области.

## Население
| 1920 | 1926 | 1970 | 1979 | 1989 | 2002 | 2006 |
| ---- | ---- | ---- | ---- | ---- | ---- | ---- |
| 123  | ↘122 | ↗192 | ↗239 | ↗255 | ↗314 | ↘270 |
| 2010 | 2021 |      |      |      |      |      |
| ↗330 | ↗350 |      |      |      |      |      |

Национальный состав
В 1989 году немцы составляли 78 % населения деревни.